# My Heart Belongs to Daddy

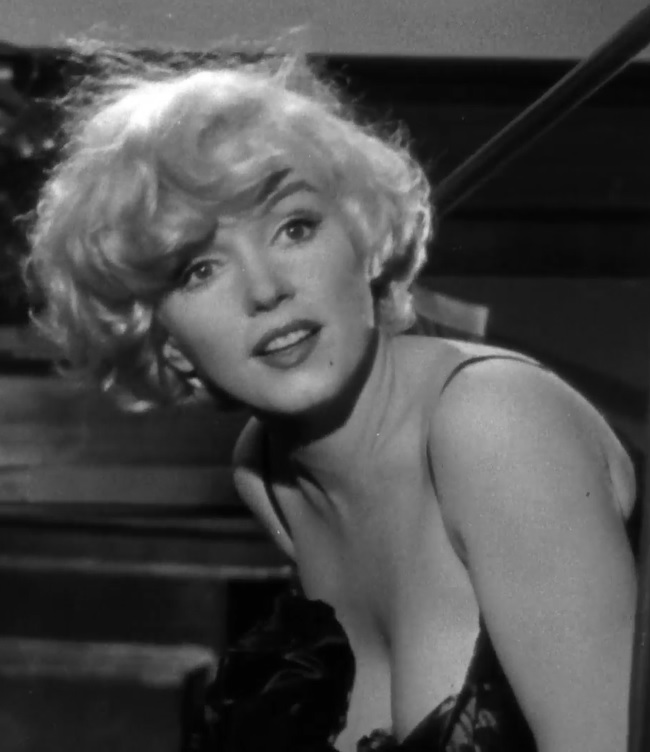
Marilyn Monroe va interpretar l'any 1960 My Heart Belongs to Daddy

"My Heart Belongs to Daddy" (El meu cor pertany al meu papa) és una cançó escrita per Cole Porter, per l'espectacle musical de l'any 1938 Leave It to Me! que es va estrenar el 9 de novembre de 1938. La versió més coneguda internacionalment és la de Marilyn Monroe però la va estrenar Mary Martin en el paper de Dolly Winslow, l'amistançada d'un ambaixador vell, Alonzo P. Goodhue. Mary Martin representa que està a una estació de tren de Sibèria vestida només amb un abric de pell i interpreta un striptease mentre canta la cançó.
Mary Martin tornà a cantar aquesta cançó l'any 1940 en la pel·lícula Love Thy Neighbor però interpretada d'una manera més convencional en el vestir. Al Regne Unit la cançó va ser un hit interpretada per Pat Kirkwood essent la primera estrella en temps de guerra,
Rimar amb "daddy" resulta difícil en anglès però Porter ho va aconseguir bé:
If I invite A boy some night. To dine on my fine Finnan haddie,
I just adore. His asking for more, But my heart belongs to daddy.

## Enregistraments notables
- Larry Clinton amb la cantant Bea Wain va ser la versió de més èxit.
- Valaida Snow - (1939)
- Eartha Kitt - That Bad Eartha (1953)
- Kitty Kallen - Little Things Mean A Lot (1954)
- Anita O'Day - Cool Heat (1959)
- Della Reese - Della Della Cha Cha Cha (1960)[4]
- Marilyn Monroe - Let's Make Love (1960)
- Oscar Peterson - Night Train (1962)
- Herb Alpert and the Tijuana Brass - Herb Alpert's Ninth (1967)
- Violetta Villas - Violetta Villas sings (1970)
- Ella Fitzgerald - Ella Loves Cole (1972)
- Anna Nicole Smith - My Heart Belongs To Daddy (1997)
- Dee Dee Bridgewater - Dear Ella (1997)
- Paul Motian - On Broadway Vol.1 (2003)